# Spöknät

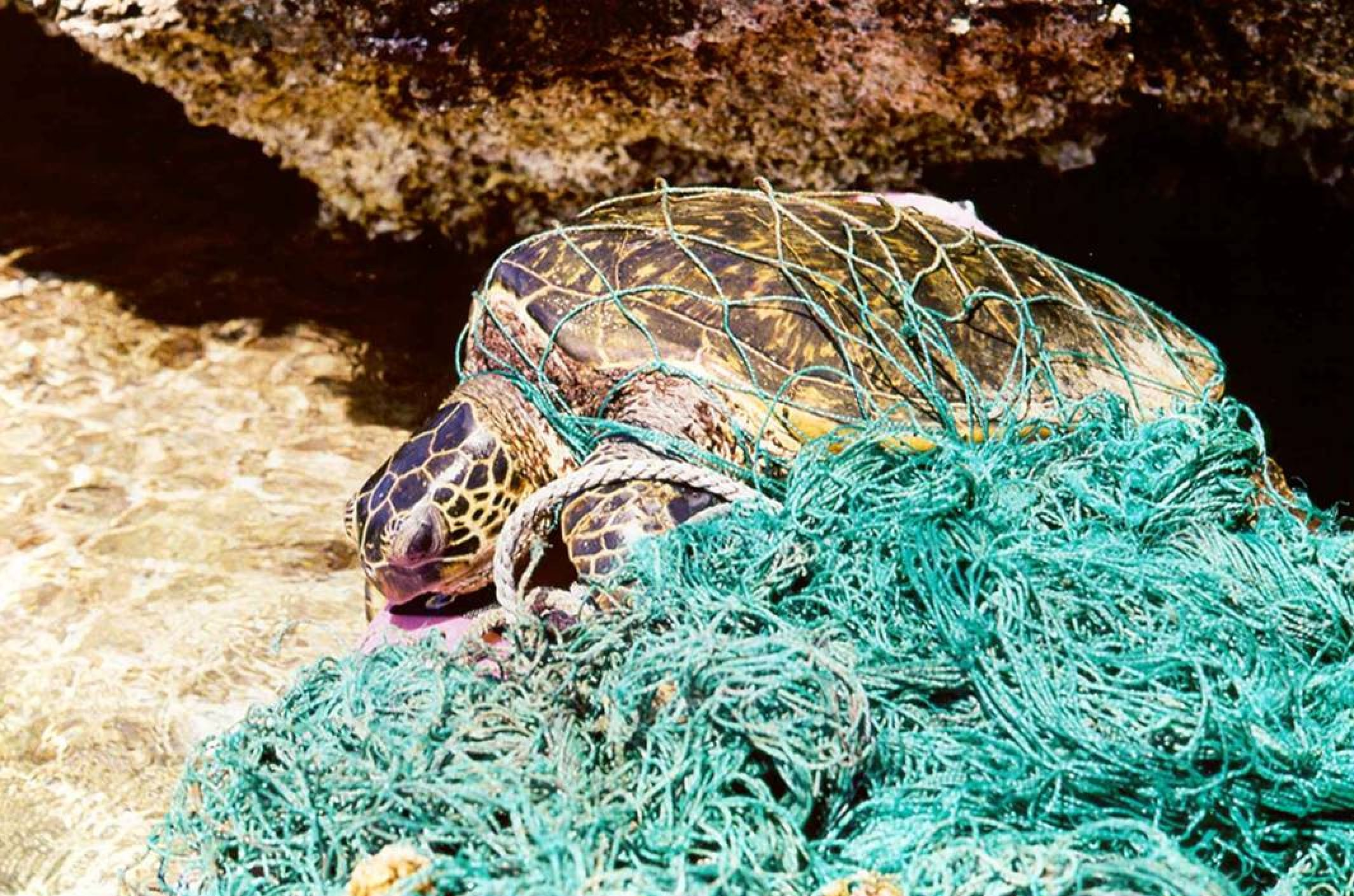
En havssköldpadda i ett fisknät.

Ett spöknät eller spökgarn är ett övergivet fisknät och en typ av marint skräp. Spöknät i vatten kan snärja fiskar, fåglar och andra organismer, och svälta eller kväva dem till döds. Äldre nät är biologiskt nedbrytbara, men nät av nylon och andra syntetmaterial kan driva i havet under flera år, och vålla stor skada.

## Nedbrytning och miljörisker
Numera vet man också att olika sorters plastmaterial kan brytas ned till mikro- och nanopartiklar. Dessa kan i sin tur tas för mat av plankton som i sin tur äts av större djur som till exempel fiskar som också kan vara matfiskar. Problemet med spökgarn är alltså både att de kan fiska vidare, men också att de bryts ner till småpartiklar som återfinns hela vägen upp i näringskedjan i havet.  
Sedan tidigare är det känt att miljögifter binder till mikroplast. Nu visar en studie från RMIT-universitetet i Australien för första gången att gifterna kan förgifta fisk.  Med dessa rön från till exempel australiensiska forskare blir det än mer angeläget att samtligt plastskräp inte hamnar i hav eller sjöar.

## Återvinning av nät och övrigt marint skräp
Entreprenörsarenan är en aktör som fokuserar på projektutveckling för insamlade fiskegarn- och nät i Västra Götalandregionen. Fiskarföreningen Norden har sedan 2012 arbetat tillsammans med några av kommunerna på västkusten i syfte att implementera en logistik för insamlandet av uttjänta fiskegarn, men också idrottsnät. Resultaten från rapporten av Håll Sverige Rent 2014 behandlar spökgarn och skräp på havets botten och är baserade på erfarenheter gjorda i Östersjön.
Återvinningsmetoder specialiserade för plastskräp från hav och sjöar har intensifierats. En ung pionjär inom detta område är Boyan Slat från Nederländerna som under 2016 sjösatte sin Ocean Cleanup Array.